# Vice-Premier ministre de Thaïlande
Le vice-Premier ministre de Thaïlande (ou vice-Premier ministre du royaume de Thaïlande ; thaï : รองนายกรัฐมนตรีแห่งราชอาณาจักรไทย ; RTGS : Rong Nayok Ratthamontri Haeng Ratcha Anachak Thai) est un poste au sein du gouvernement de la Thaïlande créé en 1943.
Le plus souvent, plusieurs vice-Premiers ministres sont nommés à la même fonction et sont rattachés à un autre portefeuille ministériel. 

## Rôle
Le vice-Premier ministre est chargé d'agir au nom du Premier ministre, dans la supervision des affaires gouvernementales d'un ou plusieurs ministères ou cabinets, tel que assigné par le Premier ministre, y compris assurer l'intérim de celui-ci, dans les cas où il est incapable d'exercer ses fonctions.

## Liste des titulaires actuels
| TItulaire (date de naissance)           | TItulaire (date de naissance)           | TItulaire (date de naissance)      | Autre portefeuille                                 | Dates (durée)                                           | Parti | Premier ministre (gouvernement) | Premier ministre (gouvernement) |
| --------------------------------------- | --------------------------------------- | ---------------------------------- | -------------------------------------------------- | ------------------------------------------------------- | ----- | ------------------------------- | ------------------------------- |
|                                         |                                         | Phumitham Wechayachai (1953)       | Ministre du Commerce                               | depuis le 1er septembre 2023 (1 an, 10 mois et 5 jours) | PT    |                                 | Srettha Thavisin (Thavisin)     |
| Ministre de la Défense                  | Paethongtarn Shinawatra (P. Shinawatra) | Phumitham Wechayachai (1953)       |                                                    | depuis le 1er septembre 2023 (1 an, 10 mois et 5 jours) | PT    |                                 |                                 |
|                                         |                                         |                                    |                                                    |                                                         |       |                                 |                                 |
|                                         |                                         | Phiraphan Salirathawiphak (1959)   | Ministre de l'Énergie                              | depuis le 1er septembre 2023 (1 an, 10 mois et 5 jours) | NTU   |                                 | Srettha Thavisin (Thavisin)     |
| Paethongtarn Shinawatra (P. Shinawatra) |                                         | Phiraphan Salirathawiphak (1959)   | Ministre de l'Énergie                              | depuis le 1er septembre 2023 (1 an, 10 mois et 5 jours) | NTU   |                                 |                                 |
|                                         |                                         |                                    |                                                    |                                                         |       |                                 |                                 |
|                                         |                                         | Suriya Juangroongruangkit (1954)   | Ministre des Transports                            | depuis le 27 avril 2024 (1 an, 2 mois et 9 jours)       | PT    |                                 | Srettha Thavisin (Thavisin)     |
| Paethongtarn Shinawatra (P. Shinawatra) |                                         | Suriya Juangroongruangkit (1954)   | Ministre des Transports                            | depuis le 27 avril 2024 (1 an, 2 mois et 9 jours)       | PT    |                                 |                                 |
|                                         |                                         |                                    |                                                    |                                                         |       |                                 |                                 |
|                                         |                                         | Pichai Chunhavajira (1949)         | Ministre des Finances                              | depuis le 27 avril 2024 (1 an, 2 mois et 9 jours)       | PT    |                                 | Srettha Thavisin (Thavisin)     |
| Paethongtarn Shinawatra (P. Shinawatra) |                                         | Pichai Chunhavajira (1949)         | Ministre des Finances                              | depuis le 27 avril 2024 (1 an, 2 mois et 9 jours)       | PT    |                                 |                                 |
|                                         |                                         |                                    |                                                    |                                                         |       |                                 |                                 |
|                                         |                                         | Prasert Chanthararuangthong (1960) | Ministre de l'Économie et de la Société numériques | depuis le 4 septembre 2024 (10 mois et 2 jours)         | PT    |                                 | Srettha Thavisin (Thavisin)     |
| Paethongtarn Shinawatra (P. Shinawatra) |                                         | Prasert Chanthararuangthong (1960) | Ministre de l'Économie et de la Société numériques | depuis le 4 septembre 2024 (10 mois et 2 jours)         | PT    |                                 |                                 |